# Тонка структура
Тонка структура — поняття в атомній фізиці, що описує розщеплення спектральних ліній атомів.

Тонка надтонка структура атома водню.

Структура спектральних ліній характеризується числом ліній та їхнім розташуванням. Вона визначається різницею в енергетичних рівнях різних атомних орбіталей. Проте при детальніших дослідженнях кожна лінія проявляє свою детальну структуру. Ця структура пояснюється малою взаємодією, яка трохи зсуває та розщеплює енергетичні рівні. Їх можна аналізувати методами теорії збурень. Тонка структура атому водню насправді являє собою дві незалежні поправки до борівських енергій: одна — через релятивістський рух електрона, а друга — через спін-орбітальну взаємодію.

## Релятивістські поправки
У нерелятивістській квантовій теорії кінетичний член гамільтоніана дорівнює:
{\displaystyle T={\frac {p^{2}}{2m}}}
Проте, враховуючи СТВ, ми повинні використовувати релятивістський вираз для кінетичної енергії,
{\displaystyle T={\sqrt {p^{2}c^{2}+m^{2}c^{4}}}-mc^{2}}
де перший член — це загальна релятивістська поправка, а другий член — це енергія спокою електрона. Розкладаючи цей вираз в ряд, отримуємо
{\displaystyle T={\frac {p^{2}}{2m}}-{\frac {p^{4}}{8m^{3}c^{2}}}+\dots }
Тоді поправка першого порядку до гамільтоніану рівна
{\displaystyle H'=-{\frac {p^{4}}{8m^{3}c^{2}}}}
Використовуючи це як збурення, ми можемо обчислити релятивістські поправки першого порядку
{\displaystyle E_{n}^{(1)}=\langle \psi ^{0}\vert H'\vert \psi ^{0}\rangle =-{\frac {1}{8m^{3}c^{2}}}\langle \psi ^{0}\vert p^{4}\vert \psi ^{0}\rangle =-{\frac {1}{8m^{3}c^{2}}}\langle \psi ^{0}\vert p^{2}p^{2}\vert \psi ^{0}\rangle }
де {\displaystyle \psi ^{0}} — незбурена хвильова функція. Згадуючи незбурений гамільтоніан, ми можемо отримати
{\displaystyle H^{0}\vert \psi ^{0}\rangle =E_{n}\vert \psi ^{0}\rangle }
{\displaystyle \left({\frac {p^{2}}{2m}}+V\right)\vert \psi ^{0}\rangle =E_{n}\vert \psi ^{0}\rangle }
{\displaystyle p^{2}\vert \psi ^{0}\rangle =2m(E_{n}-V)\vert \psi ^{0}\rangle }
Далі ми можемо використати цей результат для обчислення релятивістської поправки:
{\displaystyle E_{n}^{(1)}=-{\frac {1}{8m^{3}c^{2}}}\langle \psi ^{0}\vert p^{2}p^{2}\vert \psi ^{0}\rangle }
{\displaystyle E_{n}^{(1)}=-{\frac {1}{8m^{3}c^{2}}}\langle \psi ^{0}\vert (2m)^{2}(E_{n}-V)^{2}\vert \psi ^{0}\rangle }
{\displaystyle E_{n}^{(1)}=-{\frac {1}{2mc^{2}}}(E_{n}^{2}-2E_{n}\langle V\rangle +\langle V^{2}\rangle )}
Для атому водню, {\displaystyle V={\frac {e^{2}}{r}}}, {\displaystyle \langle V\rangle ={\frac {e^{2}}{a_{0}n^{2}}}} та {\displaystyle \langle V^{2}\rangle ={\frac {e^{4}}{(l+1/2)n^{3}a_{0}^{2}}}}, де {\displaystyle a_{0}} — борівський радіус, {\displaystyle n} — головне квантове число та {\displaystyle l} — орбітальне квантове число. Звідси випливає релятивістська поправка для атому водню:
{\displaystyle E_{n}^{(1)}=-{\frac {1}{2mc^{2}}}\left(E_{n}^{2}-2E_{n}{\frac {e^{2}}{a_{0}n^{2}}}+{\frac {e^{4}}{(l+1/2)n^{3}a_{0}^{2}}}\right)=-{\frac {E_{n}^{2}}{2mc^{2}}}\left({\frac {4n}{l+1/2}}-3\right)}

## Зв'язок спін-орбіталь
Поправка спін-орбіталь з'являється, коли ми із стандартної системи відліку (де електрон облітає навколо ядра по еліптичній орбіті) переходимо в систему, де електрон перебуває у стані спокою, а ядро облітає його навколо. У цьому випадку ядро, що рухається, є ефективною петлею із струмом, яка в свою чергу створює магнітне поле. Проте електрон сам по собі має магнітний момент через спін. Два магнітних вектори, {\displaystyle {\vec {B}}} та {\displaystyle {\vec {\mu }}_{s}} зчіплюються разом так, що з'являється певна енергія, яка залежить від їх відносної орієнтації. Так з'являється енергетична поправка типу:
{\displaystyle \Delta E_{SO}=\xi (r){\vec {L}}\cdot {\vec {S}}}